# Rio Sono
Rio Sono est une municipalité brésilienne située dans l'État du Tocantins.